# Hafencity Riverbus

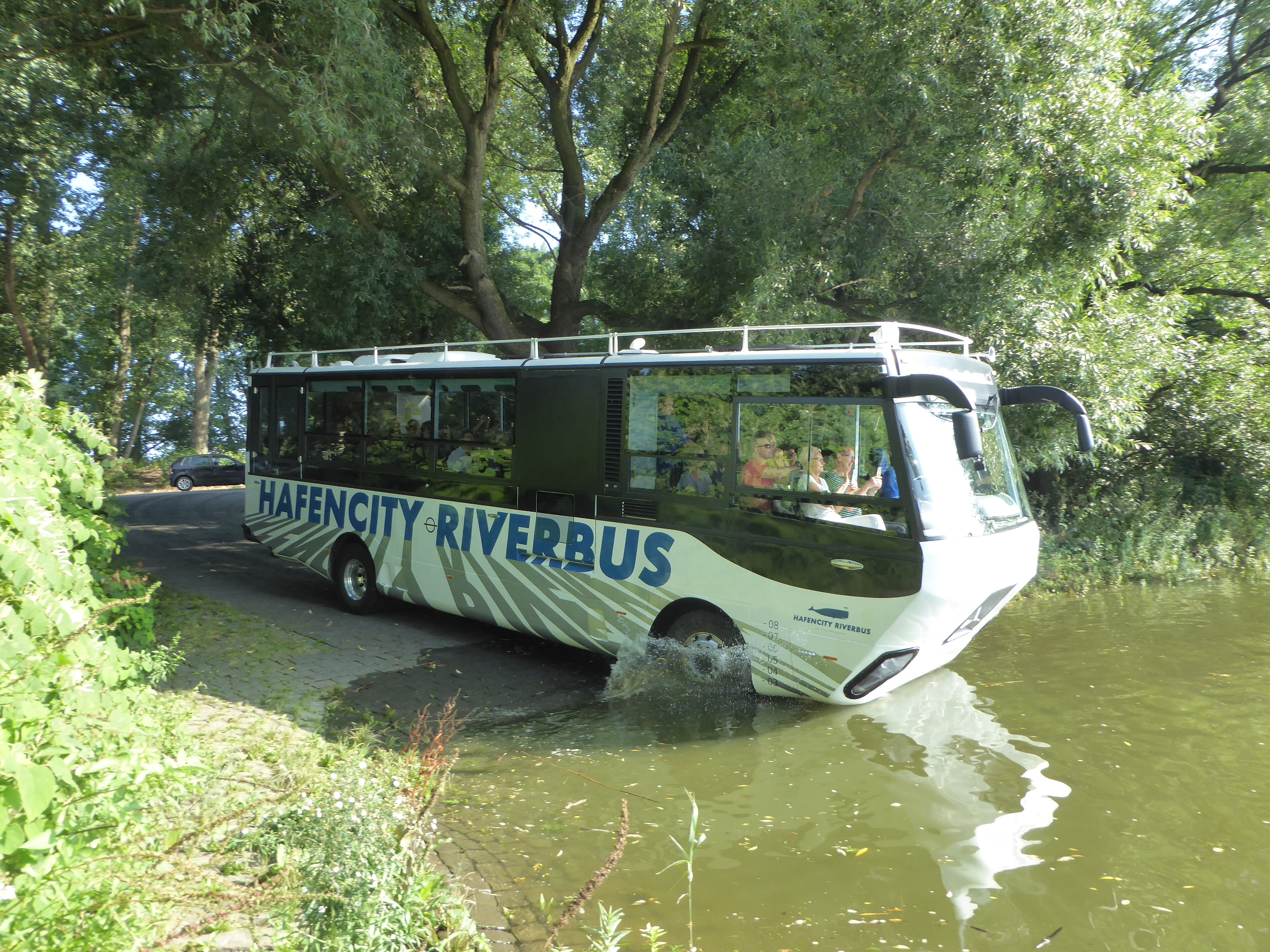
Hafencity Riverbus bei Entenwerder

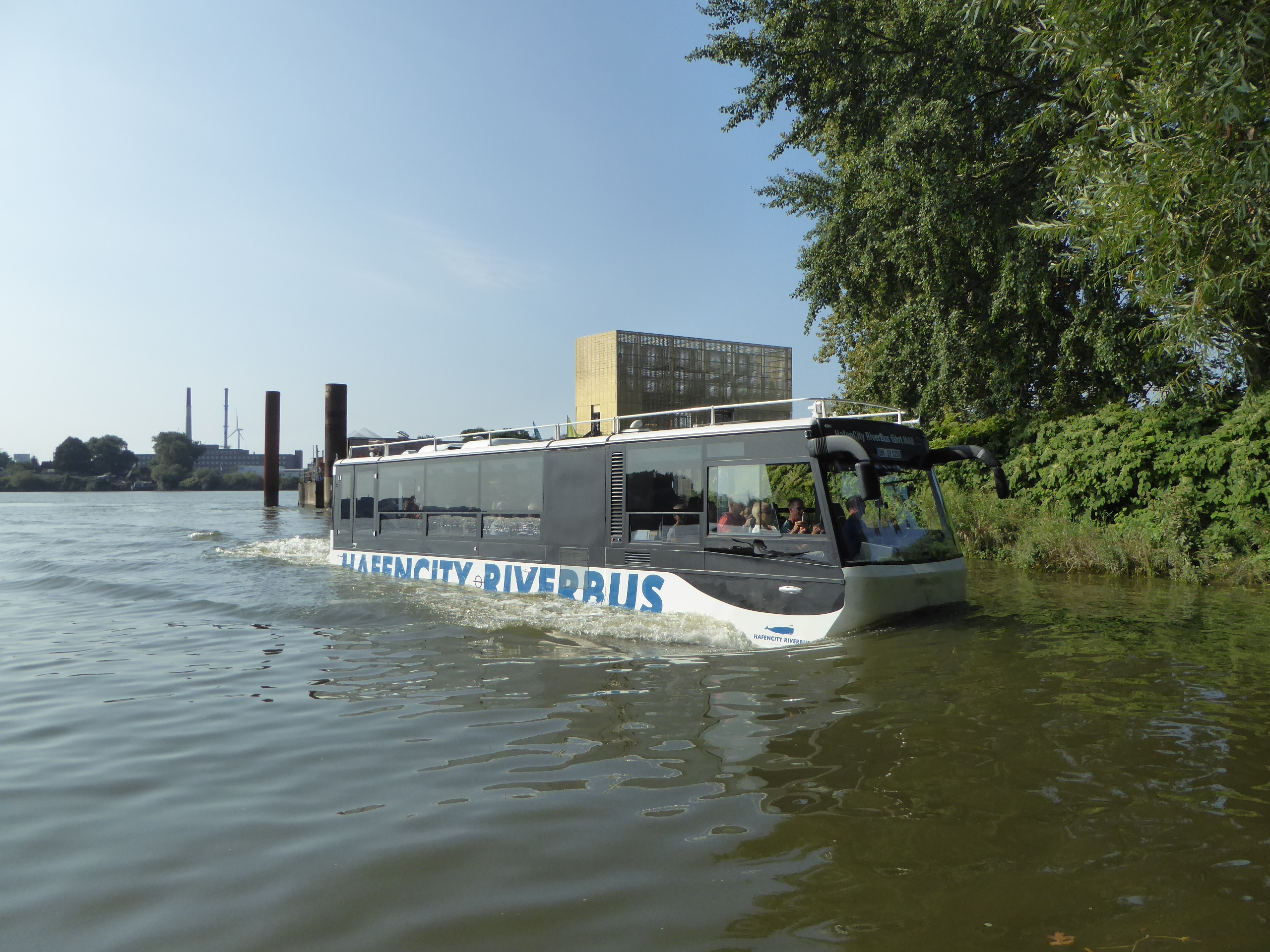
Hafencity Riverbus im Wasser

Der HafenCity Riverbus (Eigenschreibweise HafenCity RiverBus) ist ein in der Hamburger Tourismusbranche eingesetztes Amphibienfahrzeug, welches die Erlebnismomente einer Stadtrundfahrt mit denen einer Hafenrundfahrt verbindet. Das Fahrzeug stellt eine Kombination aus Reisebus und Passagierschiff dar und war ein Jahr lang das einzige Verkehrsmittel dieser Art in Deutschland.

## Geschichte
Bevor der Fahrbetrieb aufgenommen werden konnte, mussten zunächst mehrere Genehmigungsverfahren durchlaufen, Gutachten eingeholt und Testfahrten durchgeführt werden. Neben einer EU-Binnenzulassung war auch eine besondere Genehmigung der Hamburg Port Authority (HPA) erforderlich. Darüber hinaus musste das Fahrzeug auch die technischen Anforderungen der Binnenschiffsuntersuchungsordnung (BinSchUO) sowie der Straßenverkehrs-Zulassungs-Ordnung (StVZO) erfüllen. Nachdem alle Genehmigungen im März 2016 vorlagen, startete der rund 750.000 Euro teure Bus am 16. April 2016 zu seiner ersten Tour. Einen Monat zuvor absolvierte das Fahrzeug seine Jungfernfahrt. Für den Fahrer erforderlich sind Busführerschein und Binnenschifferpatent. Im Mai 2017 ging in Lübeck ein weiterer Amphibienbus in Betrieb.

## Fahrtroute
Die Fahrt startet in der Hamburger Speicherstadt am Brook 2 und führt durch die HafenCity bis zur Halbinsel Entenwerder im Stadtteil Rothenburgsort, wo der Bus über eine Rampe von der Straße ins Wasser gleitet. Von dort aus setzt er seine Fahrt elbaufwärts fort, passiert dabei das Niederungsgebiet Tiefstack, das zweitgrößte deutsche Sturmflutsperrwerk, die Billwerder Bucht und das anschließende Naturschutzgebiet Holzhafen, um anschließend wieder nach Entenwerder zurückzukehren. Für eine Fahrt in Richtung Landungsbrücken hatte die Betreibergesellschaft keine Genehmigung bekommen. Die weitere Route an Land führt über den Großmarkt und den Oberhafen wieder zurück in die Speicherstadt zum Ausgangspunkt. Da die Fahrt auf der Elbe tidenabhängig ist, kann es sowohl bei den Abfahrtzeiten als auch den Fahrtzeiten bzw. der Route zu Abweichungen oder Ausfällen kommen. Das Gleiche gilt auch für ungünstige Windbedingungen.

## Technik
Der von der Budapester Firma Swimbus gebaute Bus wird durch einen Verbrennungsmotor mit Kraftübertragung auf die Hinterachse, sowie zwei Wasserstrahlantrieben mit jeweils eigenem Motor angetrieben. Bei Ausfall eines Motors kann der Bus noch mit dem zweiten weiterfahren. Zusätzlich zum Lenkrad zum Steuern auf der Straße verfügt der Bus auf dem seitlichen Armaturenbrett über zwei Joysticks, die der Steuerung der Jetantriebe zur Fortbewegung auf dem Wasser dienen. Das Fahrzeug erreicht an Land eine Höchstgeschwindigkeit von 65 km/h, im Wasser beträgt sie bis zu sieben Knoten. Der Fahrbetrieb auf dem Wasser kann noch bis zur Windstärke 6 durchgeführt werden. Als Schiff ist der Riverbus in Lom (Bulgarien) mit der ENI-Nummer 47000293 registriert. Zulassungsbedingt ist der Bus auch mit Halteknöpfen ausgestattet, obwohl er während der gesamten Fahrt keine Haltestelle bedient. Maximal 36 Passagiere und drei Crew-Mitglieder finden in dem Bus Platz. Damit der Schwimmbus auf dem Wasser keine Schlagseite bekommt, achtet die Crew bereits beim Einsteigen auf eine gleichmäßige Sitzverteilung. Auch das Aufstehen während der Flussfahrt ist den Fahrgästen untersagt. Bauartbedingt verfügt der Bus über keine Bordtoilette.

## Sonstiges
Eine Rundfahrt dauert ca. 70 Minuten, davon entfallen knapp 40 Minuten auf die Straße und etwa 30 Minuten auf die Fahrt auf der Elbe. Betrieben wird der Riverbus durch die beiden Unternehmer Jan Peter Mahlstedt und Fred Franken mit der HafenCity Riverbus GmbH.